# Palmarés da Groupement Sportif Pétrolier Algérie
A equipa ciclista profissional argelina Groupement Sportif Pétrolier Algérie tem tido nos últimos anos as seguintes vitórias:

## Groupement Sportif Pétrolier Algérie

### 2011

#### Circuitos Continentais UCI
| Datas       | Carreiras                            | Ganhador        |
| 6 de maio   | Challenge du Prince-Trophée Princier | Azzedine Lagab  |
| 28 de junho | 2.ª etapa do Tour de Argélia         | Azzedine Lagab  |
| 29 de junho | 3.ª etapa do Tour de Argélia         | Youcef Reguigui |
| 1 de julho  | Tour de Argélia                      | Azzedine Lagab  |
| 2 de julho  | Circuito de Argel                    | Azzedine Lagab  |

#### Campeonatos nacionais
| Datas       | Carreiras                                  | Ganhador        |
| 23 de junho | Campeonato da Argélia Contrarrelógio (CRI) | Azzedine Lagab  |
| 26 de junho | Campeonato da Argélia em Estrada           | Youcef Reguigui |

### 2012

#### Circuitos Continentais UCI
| Datas       | Carreiras                            | Ganhador            |
| 14 de março | 5.ª etapa do Tour de Argélia         | Azzedine Lagab      |
| 5 de abril  | Challenge du Prince-Trophée Princier | Abdellah Ben Youcef |

#### Campeonatos nacionais
| Datas       | Carreiras                                  | Ganhador       |
| 20 de junho | Campeonato da Argélia Contrarrelógio (CRI) | Azzedine Lagab |
| 24 de junho | Campeonato da Argélia em Estrada           | Azzedine Lagab |

### 2013

#### Circuitos Continentais UCI
| Datas           | Circuito                     | Carreiras                           | Ganhador             |
| 17 de fevereiro | es:UCI Africa Tour 2012-2013 | 2.ª etapa da Fenkel Northern Redsea | Abdelbasset Hannachi |
| 21 de fevereiro | es:UCI Africa Tour 2012-2013 | 3.ª etapa do Tour de Eritréia       | Abdelbasset Hannachi |
| 24 de fevereiro | es:UCI Africa Tour 2012-2013 | Circuito de Asmara                  | Abdalla Ben Youcef   |
| 13 de março     | es:UCI Africa Tour 2012-2013 | 3.ª etapa do Tour de Argélia        | Abdelbasset Hannachi |
| 19 de março     | es:UCI Africa Tour 2012-2013 | 2.ª etapa do Tour de Tipaza         | Abdelbasset Hannachi |
| 29 de outubro   | es:UCI Africa Tour 2013-2014 | 5.ª etapa do Tour de Faso           | Abdelbasset Hannachi |
| 3 de novembro   | es:UCI Africa Tour 2013-2014 | 10.ª etapa do Tour de Faso          | Abdelbasset Hannachi |
| 22 de novembro  | es:UCI Africa Tour 2013-2014 | 5.ª etapa do Tour de Ruanda         | Azzedine Lagab       |
| 24 de novembro  | es:UCI Africa Tour 2013-2014 | 7.ª etapa do Tour de Ruanda         | Azzedine Lagab       |

### 2014

#### Circuitos Continentais UCI
| Datas          | Circuito                     | Carreiras                        | Ganhador             |
| 16 de março    | es:UCI Africa Tour 2013-2014 | 1.ª etapa do Tour de Blida       | Azzeddine Lagab      |
| 24 de março    | es:UCI Africa Tour 2013-2014 | 1.ª etapa do Tour de Constantino | Azzeddine Lagab      |
| 28 de março    | es:UCI Africa Tour 2013-2014 | Circuito de Argel                | Azzeddine Lagab      |
| 9 de abril     | es:UCI Africa Tour 2013-2014 | 6.ª etapa da Volta a Marrocos    | Abdelbasset Hannachi |
| 18 de dezembro | es:UCI Asia Tour 2013-2014   | 1.ª etapa da Tour da o Zubarah   | Azzeddine Lagab      |
| 20 de dezembro | es:UCI Asia Tour 2013-2014   | Tour da o Zubarah                | Azzeddine Lagab      |

#### Campeonatos nacionais
| Datas       | Carreiras                                  | Ganhador             |
| 18 de junho | Campeonato da Argélia Contrarrelógio (CRI) | Azzedine Lagab       |
| 20 de junho | Campeonato da Argélia em Estrada           | Abdelbasset Hannachi |

### 2015

#### Circuitos Continentais UCI
| Datas       | Circuito                | Carreiras                              | Ganhador             |
| 8 de março  | es:UCI Africa Tour 2015 | 2.ª etapa do Tour de Orán              | Ayoub Karrar         |
| 9 de março  | es:UCI Africa Tour 2015 | Tour de Orán                           | Azzedine Lagab       |
| 13 de março | es:UCI Africa Tour 2015 | 2.ª etapa do Tour de Blida             | Adil Barbari         |
| 21 de março | es:UCI Africa Tour 2015 | 1.ª etapa do Tour de Annaba            | Azzedine Lagab       |
| 22 de março | es:UCI Africa Tour 2015 | 2.ª etapa do Tour de Annaba            | Abdelbasset Hannachi |
| 23 de março | es:UCI Africa Tour 2015 | 3.ª etapa do Tour de Annaba            | Abdelbasset Hannachi |
| 24 de março | es:UCI Africa Tour 2015 | Tour de Annaba                         | Abdelbasset Hannachi |
| 25 de março | es:UCI Africa Tour 2015 | 1.ª etapa do Tour de Constantino       | Abdelmalek Madani    |
| 28 de março | es:UCI Africa Tour 2015 | Critérium Internacional de Constantino | Azzedine Lagab       |
| 30 de março | es:UCI Africa Tour 2015 | Critérium Internacional de Blida       | Abdelbasset Hannachi |

#### Campeonatos nacionais
| Datas       | Carreiras                                  | Ganhador              |
| 11 de junho | Campeonato da Argélia Contrarrelógio (CRI) | Abdelkader Belmokhtar |

### 2018

#### Circuitos Continentais UCI
| Datas           | Circuito                | Carreiras                                         | Ganhador       |
| 22 de fevereiro | es:UCI Africa Tour 2018 | 2.ª etapa do Grande Prêmio Internacional de Argel | Yacine Hamza   |
| 28 de março     | es:UCI Africa Tour 2018 | 2.ª etapa do Tour de Argélia                      | Yacine Hamza   |
| 2 de abril      | es:UCI Africa Tour 2018 | Tour de Argélia                                   | Azzedine Lagab |
| 7 de maio       | es:UCI Africa Tour 2018 | 4.ª etapa do Tour da Wilaya de Orán               | Yacine Hamza   |
| 5 de agosto     | es:UCI Africa Tour 2018 | 1.ª etapa do Tour de Ruanda                       | Azzedine Lagab |
| 12 de agosto    | es:UCI Africa Tour 2018 | 8.ª etapa do Tour de Ruanda                       | Azzedine Lagab |

#### Campeonatos nacionais
| Datas      | Carreiras                                  | Ganhador       |
| 8 de julho | Campeonato da Argélia Contrarrelógio (CRI) | Azzedine Lagab |